# Universitatea Illinois, Urbana-Champaign
Universitatea Illinois de la Urbana–Champaign (U of I, UIUC, sau Illinois) este o universitate publică de cercetare din statul Illinois, SUA. Este cel mai vechi și mai mare campus din cadrul sistemului de Universități Illinois.
Universitatea este compusă din 18 colegii ce oferă peste 150 de programe de studii. Campusul deține 286 de clădiri pe 6 km² în orașele Champaign și Urbana, și are un buget anual de aproape 1,5 miliarde de dolari. Programul studiilor de licență s-a clasat al 39-lea la nivel național și, la egalitate, al 9-lea între universitățile publice în clasamentul realizat de U.S. News & World Report în 2010. Conform clasamentului mondial al universităților din 2009, Universitatea Illinois de la Urbana–Champaign s-a clasat a 25-a din peste 1000 de instituții internaționale recunoscute.
În toamna lui 2007 se înscriseseră 42.326 de studenți, din toate cele 50 de state ale SUA și din 127 de alte țări. Dintre aceștia, 30.895 erau la studii de licență și 11.431 la studii postuniversitare.